# جیمز ال. باکلی
جیمز ال. باکلی (به انگلیسی: James L. Buckley)؛ (زادهٔ ۹ مارس ۱۹۲۳ – درگذشتهٔ ۱۸ اوت ۲۰۲۳) سناتور سابق عضو حزب جمهوری‌خواه بود. وی در سال ۱۹۷۱ تا ۱۹۷۷ میلادی سناتور ایالت نیویورک در سنای ایالات متحده آمریکا بود.

## اواخر عمر
در طول انتخابات ریاست جمهوری ۲۰۱۶ باکلی از هیلاری کلینتون نامزد دموکرات و دونالد ترامپ نامزد جمهوری‌خواه انتقاد کرد. وی اظهار داشت که برادرش ویلیام و ریگان از اقدامات ترامپ شوکه شده بودند. او پیشنهاد کرد که بیشتر با گری جانسون، نامزد لیبرتارین، موافق است.

باکلی پس از مرگ سناتور فریتس هولینگز در سال ۲۰۱۹، مسن‌ترین سناتور زنده اسبق شد. باکلی در ۹ مارس ۲۰۲۳ صد ساله شد و در ۱۸ اوت در بیمارستان سیبلی مموریال در واشینگتن دی سی به دلیل جراحات ناشی از سقوط درگذشت. پس از مرگ باکلی، دانیل جی. ایوانز از واشینگتن مسن‌ترین سناتور زنده پیشین ایالات متحده شد. 

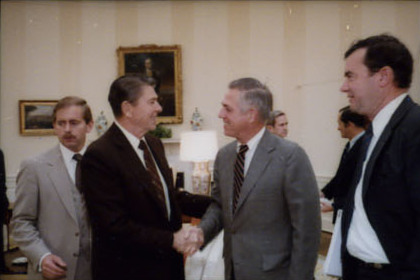
باکلی با رئیس‌جمهور رونالد ریگان در ۳ نوامبر ۱۹۸۲